# Sportovní střelba na Letních olympijských hrách 2016
Sportovní střelba na Letních olympijských hrách 2016 v Riu de Janeiro se konala od 6. srpna do 14. srpna v National Shooting Center a Deodoro.

## Medailisté

### Muži
| Kategorie                   | Zlato                                                   | Stříbro                            | Bronz                                                      |
| --------------------------- | ------------------------------------------------------- | ---------------------------------- | ---------------------------------------------------------- |
| 50 m malorážka polohový     | Niccolò Campriani · Itálie (ITA)                        | Sergej Kamenskij · Rusko (RUS)     | Alexis Raynaud · Francie (FRA)                             |
| 50 m malorážka 60 ran vleže | Henri Junghänel · Německo (GER)                         | Kim Jong-hyun · Jižní Korea (KOR)  | Kirill Grigorjan · Rusko (RUS)                             |
| 10 m vzduchová puška        | Niccolò Campriani · Itálie (ITA)                        | Serhij Kuliš · Ukrajina (UKR)      | Vladimir Maslennikov · Rusko (RUS)                         |
| 50 m pistole                | Čin Čong-o · Jižní Korea (KOR)                          | Hoàng Xuân Vinh · Vietnam (VIE)    | Kim Song-guk · Severní Korea (PRK)                         |
| 25 m rychlopalná pistole    | Christian Reitz · Německo (GER)                         | Jean Quiquampoix · Francie (FRA)   | Li Jüe-chung · Čína (CHN)                                  |
| 10 m vzduchová pistole      | Hoàng Xuân Vinh · Vietnam (VIE)                         | Felipe Almeida Wu · Brazílie (BRA) | Pchang Wej · Čína (CHN)                                    |
| Trap                        | Josip Glasnović · Chorvatsko (CRO)                      | Giovanni Pellielo · Itálie (ITA)   | Edward Ling · Velká Británie (GBR)                         |
| Double trap                 | Fehaíd Al Díhání · Individuální olympijští atleti (IOA) | Marco Innocenti · Itálie (ITA)     | Steven Scott · Velká Británie (GBR)                        |
| Skeet                       | Gabriele Rossetti · Itálie (ITA)                        | Marcus Svensson · Švédsko (SWE)    | Abdullah Al-Rashidi · Individuální olympijští atleti (IOA) |

### Ženy
| Kategorie               | Zlato                                               | Stříbro                               | Bronz                                           |
| ----------------------- | --------------------------------------------------- | ------------------------------------- | ----------------------------------------------- |
| 10 m vzduchová puška    | Virginia Thrasherová · Spojené státy americké (USA) | Tu Li · Čína (CHN)                    | I S’-ling · Čína (CHN)                          |
| 50 m malorážka polohový | Barbara Englederová · Německo (GER)                 | Čang Pin-pin · Čína (CHN)             | Tu Li · Čína (CHN)                              |
| 25 m pistole            | Anna Korakakiová · Řecko (GRE)                      | Monika Karschová · Německo (GER)      | Heidi Diethelmová Gerberová · Švýcarsko (SUI)   |
| 10 m vzduchová pistole  | Čang Meng-süe · Čína (CHN)                          | Vitalina Bacaraškinová · Rusko (RUS)  | Anna Korakakiová · Řecko (GRE)                  |
| Trap                    | Catherine Skinnerová · Austrálie (AUS)              | Natalie Rooneyová · Nový Zéland (NZL) | Corey Cogdellová · Spojené státy americké (USA) |
| Skeet                   | Diana Bacosiová · Itálie (ITA)                      | Chiara Caineroová · Itálie (ITA)      | Kim Rhodeová · Spojené státy americké (USA)     |

## Přehled medailí
| Pořadí | Země                           | Zlato | Stříbro | Bronz | Celkově |
| ------ | ------------------------------ | ----- | ------- | ----- | ------- |
| 1      | Itálie                         | 4     | 3       | 0     | 7       |
| 2      | Německo                        | 3     | 1       | 0     | 4       |
| 3      | Čína                           | 1     | 2       | 4     | 7       |
| 4      | Jižní Korea                    | 1     | 1       | 0     | 2       |
| 4      | Vietnam                        | 1     | 1       | 0     | 2       |
| 6      | Spojené státy americké         | 1     | 0       | 2     | 3       |
| 7      | Řecko                          | 1     | 0       | 1     | 2       |
| 7      | Individuální olympijští atleti | 1     | 0       | 1     | 2       |
| 9      | Austrálie                      | 1     | 0       | 0     | 1       |
| 9      | Chorvatsko                     | 1     | 0       | 0     | 1       |
| 11     | Rusko                          | 0     | 2       | 2     | 4       |
| 12     | Francie                        | 0     | 1       | 1     | 2       |
| 13     | Brazílie*                      | 0     | 1       | 0     | 1       |
| 13     | Nový Zéland                    | 0     | 1       | 0     | 1       |
| 13     | Švédsko                        | 0     | 1       | 0     | 1       |
| 13     | Ukrajina                       | 0     | 1       | 0     | 1       |
| 17     | Velká Británie                 | 0     | 0       | 2     | 2       |
| 18     | Severní Korea                  | 0     | 0       | 1     | 1       |
| 18     | Švýcarsko                      | 0     | 0       | 1     | 1       |
| celkem | celkem                         | 15    | 15      | 15    | 45      |